# Vilas (Kolorado)
Vilas – miasto w Stanach Zjednoczonych, w stanie Kolorado, w hrabstwie Baca.